# フンヌ・エア
フンヌ・エア（英語：Hunnu Air、モンゴル語・キリル文字表記：Хүннү Эйр）は、モンゴルのウランバートルに本拠地を置く同国の航空会社である。2013年まではモンゴリアン・エアラインズという名称であった。

## 概要
2011年9月に設立、2012年1月2日に運航開始した。2012年、2023年には松山と大分へのチャーター便も運航しており、学校法人日本航空学園と提携し、客室乗務員の補助要員として日本航空専門学校の学生を乗務させていた。

### 社名変更
2013年5月、同じくモンゴルに以前から存在しているMIATモンゴル航空（MIAT Mongolian Airlines）との混同を避けるために旧社名のモンゴリアン・エアラインズ (Mongolian Airlines Group) から社名変更を行った。「フンヌ」（Hunnu、匈奴）はかつてモンゴル高原に存在していた民族の名称である。この社名変更の背景には加盟を検討している航空連合のスカイチームからの要請があったとされる。
社名変更後、機体の塗装は文字部分が従来の「Mongolian Airlines Group」から「HUNNU AIR」「Wings of Mongolia」へ変更となったが、ロゴの図柄や垂直尾翼の模様などに変化はない。また、航空会社コードやコールサインも従来のままである。
2020年にはインド・ニューデリー、アフガニスタン・カブールヘ特別便の運行を実施した。

## 就航都市
| 航空会社       | 就航地                                                                                               |
| -------------- | --- |
| モンゴル       | ウランバートル、ホブド、オラーンゴム、ウルギー、ウリヤスタイ、チョイバルサン、ムルン、ダルンザドガド |
| 中華人民共和国 | 満州里、フルンボイル、北京/大興                                                                      |
| カザフスタン   | アルマトイ                                                                                           |

2024年4月現在

## 保有機材
| 機材         | 運用中 | 発注済み |
| ------------ | ------ | -------- |
| EMBRAER E190 | 1      | 3        |
| ATR 72       | 2      |          |
| 合計         | ３     | ３       |

2020年4月現在